# Vádí Fukin (vádí)
Vádí Fukin nebo Vádí al-Fukin (hebrejsky: ואדי פוכין, arabsky: وادي فوقين nebo وادي فوكين) je vádí na Západním břehu Jordánu.
Začíná v kopcovitém regionu Guš Ecion v Judských horách na západním okraji města Bejtar Ilit, kde se v údolí nachází palestinská vesnice Vádí Fukin. Vádí je tu živeno devíti (podle některých zdrojů jedenácti) prameny. Směřuje pak k jihozápadu hlubokým kaňonem, který leží poblíž Zelené linie, oddělující Západní břeh Jordánu od Izraele. Severně od vesnice Jab'a ústí do vádí Nachal Eciona, které jeho vody odvádí do Izraele a do Středozemního moře.
Počátkem 21. století se sdružili někteří palestinští obyvatelé Vádí Fukin a izraelští obyvatelé vesnice Cur Hadasa v negativním postoji proti plánované výstavbě bezpečnostní bariéry, která měla fyzicky oddělit arabské oblasti Západního břehu Jordánu od Izraele. Vadilo jim také chaotické územní plánování a zástavba v okolí. Podle stavu z února 2008 sice byla trasa bezpečnostní bariéry v tomto regionu již schválena, ale ještě nevyrostla.